# Gilberto Silva
Gilberto Aparecido da Silva, noto semplicemente come Gilberto Silva (Lagoa da Prata, 7 ottobre 1976), è un ex calciatore brasiliano, di ruolo centrocampista.
Con la Nazionale brasiliana ha vinto il Mondiale 2002, la Confederations Cup nel 2005 e nel 2009 e la Copa América nel 2007.
Nell'agosto 2002 è stato acquistato dall'Arsenal, con la quale ha vinto la Premier League nel 2004 e due FA Cup. Nelle sue prime cinque stagioni con i Gunners ha giocato 208 partite e segnato 23 goal. Il 19 agosto 2006 ha segnato il primo goal targato Arsenal nel nuovissimo Emirates Stadium. Nel medesimo anno è diventato anche vice-capitano della squadra. Durante la sua permanenza a Londra, Gilberto Silva ha dimostrato di essere uno dei centrocampisti più forti d'Europa.

## Biografia
Da bambino, Gilberto ha vissuto nella città di Lagoa da Prata con il padre (un fabbro), la madre (una casalinga) e le tre sorelle. Vivevano in condizioni non proprio ottimali, in una piccola casa costruita dal padre nel distretto di Usina Luciânia. Pur avendo problemi finanziari, che lo hanno costretto a dormire con le sorelle in una stanza sola, ha avuto una gioventù tranquilla. In un'intervista ha affermato: "Era un periodo nel quale non avevo responsabilità nella mia vita, giocavo a calcio nelle strade con cugini ed amici, e non abbiamo mai avuto alcun contatto con droghe o violenza."

## Carriera

### Club
Gilberto ha iniziato la sua carriera nel 1988 all'età di 12 anni nelle giovanili dell'América Mineiro. Durante questo periodo veniva utilizzato come difensore centrale. Quando non giocava a calcio, il padre gli insegnava a costruire oggetti utili e a lavorare come operaio, professione che avrebbe intrapreso qualche anno a venire. Nel 1991 il padre del giovane Gilberto ha deciso di lasciare il lavoro e di ritirarsi a vita privata, costringendo il figlio a cercare soldi da portare a casa. A tutto ciò si sono aggiunti i problemi di salute della madre. A causa della paga troppo bassa, Gilberto ha deciso di lasciare il calcio per dedicarsi all'attività di operaio e carpentiere. All'età di 18 anni è stato convinto a riprovare la fortuna come calciatore e ha firmato nuovamente con l'América Mineiro, stavolta come calciatore professionista. Ha giocato nella squadra per tre anni, trascinandola alla promozione in serie A e giocando 20 partite e 1 gol nella massima serie brasiliana.
Le sue ottime prestazioni gli hanno fatto guadagnare il passaggio all'Atlético Mineiro e la prima convocazione in nazionale (il 7 ottobre 2001 contro il Cile).
Dopo il vittorioso mondiale di Corea e Giappone è stato acquistato dall'Arsenal per 4.5 milioni di sterline. Con l'Arsenal si è consacrato fra i migliori giocatori del suo ruolo al mondo e ha vinto la Premier League nel 2004 e la FA Cup per due volte. Alla fine della stagione 2007/2008 il club londinese lo ha venduto alla formazione greca del Panathīnaïkos di Atene.
Nella stagione 2009/2010 vince il campionato greco con la maglia del Panathīnaïkos di Atene.
Il 25 maggio 2011 è ufficiale il suo trasferimento in Brasile, al Grêmio fino a dicembre 2012
Il 9 dicembre 2012 viene ingaggiato dall'Atlético Mineiro, facendo così ritorno dopo 11 anni nella squadra che lo ha lanciato.

## Statistiche

### Presenze e reti nei club
Statistiche aggiornate all'8 dicembre 2013.
| Stagione                | Squadra                 | Campionato              | Campionato | Campionato | Coppe nazionali | Coppe nazionali | Coppe nazionali | Coppe continentali | Coppe continentali | Coppe continentali | Altre coppe | Altre coppe | Altre coppe | Totale | Totale |
| Stagione                | Squadra                 | Comp                    | Pres       | Reti       | Comp            | Pres            | Reti            | Comp               | Pres               | Reti               | Comp        | Pres        | Reti        | Pres   | Reti   |
| ----------------------- | ----------------------- | ----------------------- | ---------- | ---------- | --------------- | --------------- | --------------- | ------------------ | ------------------ | ------------------ | ----------- | ----------- | ----------- | ------ | ------ |
| 1997-1998               | América-MG              | M1/MG+A                 | -          | -          | CB              | -               | -               | CL                 | -                  | -                  | -           | -           | -           | -      | -      |
| 1998-1999               | América-MG              | M1/MG+A                 | -          | -          | CB              | -               | -               | CL                 | -                  | -                  | -           | -           | -           | -      | -      |
| 1999-2000               | América-MG              | M1/MG+A                 | 20         | 1          | CB              | -               | -               | CL                 | -                  | -                  | -           | -           | -           | 20     | 1      |
| 2000-2001               | Atlético Mineiro        | M1/MG+A                 | 38         | 1          | CB              | -               | -               | CL                 | -                  | -                  | -           | -           | -           | 38     | 1      |
| 2001-2002               | Atlético Mineiro        | M1/MG+A                 | 24         | 3          | CB              | -               | -               | CL                 | -                  | -                  | -           | -           | -           | 24     | 3      |
| Totale Atlético Mineiro | Totale Atlético Mineiro | Totale Atlético Mineiro | 62         | 4          |                 | -               | -               |                    | -                  | -                  |             | -           | -           | -      | -      |
| 2002-2003               | Arsenal                 | PL                      | 35         | 0          | FACup+CdL       | 3+0             | 0               | UCL                | 12                 | 2                  | CS          | 1           | 1           | 51     | 3      |
| 2003-2004               | Arsenal                 | PL                      | 32         | 4          | FACup+CdL       | 3+1             | 0               | UCL                | 8                  | 0                  | CS          | 1           | 0           | 45     | 4      |
| 2004-2005               | Arsenal                 | PL                      | 13         | 0          | FACup+CdL       | 2+0             | 0               | UCL                | 1                  | 0                  | CS          | 1           | 1           | 17     | 1      |
| 2005-2006               | Arsenal                 | PL                      | 33         | 2          | FACup+CdL       | 1+3             | 0+1             | UCL                | 10                 | 1                  | CS          | 1           | 0           | 48     | 4      |
| 2006-2007               | Arsenal                 | PL                      | 34         | 10         | FACup+CdL       | 3+1             | 0               | UCL                | 9                  | 1                  | -           | -           | -           | 47     | 11     |
| 2007-2008               | Arsenal                 | PL                      | 23         | 1          | FACup+CdL       | 3+3             | 0               | UCL                | 7                  | 0                  | -           | -           | -           | 36     | 1      |
| Totale Arsenal          | Totale Arsenal          | Totale Arsenal          | 170        | 17         |                 | 23              | 1               |                    | 47                 | 4                  |             | 4           | 2           | 244    | 24     |
| 2008-2009               | Panathinaikos           | SL                      | 24+5       | 3+0        | CG              | 2               | 0               | UCL                | 11                 | 0                  | -           | -           | -           | 42     | 3      |
| 2009-2010               | Panathinaikos           | SL                      | 24         | 0          | CG              | 3               | 0               | UCL+UEL            | 4+9                | 0                  | -           | -           | -           | 40     | 0      |
| 2010-2011               | Panathinaikos           | SL                      | 25+5       | 1+1        | CG              | 2               | 1               | UCL                | 5                  | 0                  | -           | -           | -           | 37     | 3      |
| Totale Panathinaikos    | Totale Panathinaikos    | Totale Panathinaikos    | 73+10      | 4+1        |                 | 7               | 1               |                    | 29                 | 0                  |             | -           | -           | 119    | 6      |
| 2011-2012               | Grêmio                  | PD/RS+A                 | 0+21       | 1          | -               | -               | -               | CL                 | -                  | -                  | -           | -           | -           | 21     | 1      |
| 2012-2013               | Grêmio                  | PD/RS+A                 | 15+26      | 1+0        | CB              | 8               | 0               | CS                 | 4                  | 0                  | -           | -           | -           | 53     | 1      |
| Totale Grêmio           | Totale Grêmio           | Totale Grêmio           | 15+47      | 1+1        |                 | 8               | 0               |                    | 4                  | 0                  |             | -           | -           | 74     | 2      |
| 2013-2014               | Atlético Mineiro        | M1/MG+A                 | 11+9       | 1+0        | CB              | 0               | 0               | CL                 | 7                  | 0                  | Cmc         | 0           | 0           | 27     | 1      |
| Totale carriera         | Totale carriera         | Totale carriera         | 417        | 30         |                 | 38              | 2               |                    | 87                 | 4                  |             | 4           | 2           | 464    | 33     |

### Cronologia presenze e reti in Nazionale
| Cronologia completa delle presenze e delle reti in nazionale ― Brasile | Cronologia completa delle presenze e delle reti in nazionale ― Brasile | Cronologia completa delle presenze e delle reti in nazionale ― Brasile | Cronologia completa delle presenze e delle reti in nazionale ― Brasile | Cronologia completa delle presenze e delle reti in nazionale ― Brasile | Cronologia completa delle presenze e delle reti in nazionale ― Brasile | Cronologia completa delle presenze e delle reti in nazionale ― Brasile | Cronologia completa delle presenze e delle reti in nazionale ― Brasile |
| Data                                                                   | Città                                                                  | In casa                                                                | Risultato                                                              | Ospiti                                                                 | Competizione                                                           | Reti                                                                   | Note                                                                   |
| ---------------------------------------------------------------------- | ---------------------------------------------------------------------- | ---------------------------------------------------------------------- | ---------------------------------------------------------------------- | ---------------------------------------------------------------------- | ---------------------------------------------------------------------- | ---------------------------------------------------------------------- | ---------------------------------------------------------------------- |
| 7-11-2001                                                              | La Paz                                                                 | Bolivia                                                                | 3 – 1                                                                  | Brasile                                                                | Qual. Mondiali 2002                                                    | -                                                                      | 62’                                                                    |
| 31-1-2002                                                              | Goiânia                                                                | Brasile                                                                | 6 – 0                                                                  | Bolivia                                                                | Amichevole                                                             | 2                                                                      |                                                                        |
| 6-2-2002                                                               | Riyad                                                                  | Arabia Saudita                                                         | 0 – 1                                                                  | Brasile                                                                | Amichevole                                                             | -                                                                      |                                                                        |
| 7-3-2002                                                               | Cuiabá                                                                 | Brasile                                                                | 6 – 1                                                                  | Islanda                                                                | Amichevole                                                             | 1                                                                      | 65’                                                                    |
| 27-3-2002                                                              | Fortaleza                                                              | Brasile                                                                | 1 – 0                                                                  | Jugoslavia                                                             | Amichevole                                                             | -                                                                      |                                                                        |
| 17-4-2002                                                              | Lisbona                                                                | Portogallo                                                             | 1 – 1                                                                  | Brasile                                                                | Amichevole                                                             | -                                                                      | 70’                                                                    |
| 25-5-2002                                                              | Kuala Lumpur                                                           | Malaysia                                                               | 0 – 4                                                                  | Brasile                                                                | Amichevole                                                             | -                                                                      | 68’                                                                    |
| 3-6-2002                                                               | Ulsan                                                                  | Brasile                                                                | 2 – 1                                                                  | Turchia                                                                | Mondiali 2002 - 1º turno                                               | -                                                                      |                                                                        |
| 8-6-2002                                                               | Seogwipo                                                               | Brasile                                                                | 4 – 0                                                                  | Cina                                                                   | Mondiali 2002 - 1º turno                                               | -                                                                      |                                                                        |
| 13-6-2002                                                              | Suwon                                                                  | Costa Rica                                                             | 2 – 5                                                                  | Brasile                                                                | Mondiali 2002 - 1º turno                                               | -                                                                      |                                                                        |
| 17-6-2002                                                              | Kōbe                                                                   | Brasile                                                                | 2 – 0                                                                  | Belgio                                                                 | Mondiali 2002 - Ottavi di finale                                       | -                                                                      |                                                                        |
| 21-6-2002                                                              | Shizuoka                                                               | Inghilterra                                                            | 1 – 2                                                                  | Brasile                                                                | Mondiali 2002 - Quarti di finale                                       | -                                                                      |                                                                        |
| 26-6-2002                                                              | Saitama                                                                | Brasile                                                                | 1 – 0                                                                  | Turchia                                                                | Mondiali 2002 - Semifinale                                             | -                                                                      | 41’                                                                    |
| 30-6-2002                                                              | Yokohama                                                               | Germania                                                               | 0 – 2                                                                  | Brasile                                                                | Mondiali 2002 - Finale                                                 | -                                                                      |                                                                        |
| 21-8-2002                                                              | Fortaleza                                                              | Brasile                                                                | 0 – 1                                                                  | Paraguay                                                               | Amichevole                                                             | -                                                                      | 46’                                                                    |
| 20-11-2002                                                             | Seul                                                                   | Corea del Sud                                                          | 2 – 3                                                                  | Brasile                                                                | Amichevole                                                             | -                                                                      |                                                                        |
| 12-2-2003                                                              | Canton                                                                 | Cina                                                                   | 0 – 0                                                                  | Brasile                                                                | Amichevole                                                             | -                                                                      |                                                                        |
| 29-3-2003                                                              | Porto                                                                  | Portogallo                                                             | 2 – 1                                                                  | Brasile                                                                | Amichevole                                                             | -                                                                      | 67’                                                                    |
| 30-4-2003                                                              | Guadalajara                                                            | Messico                                                                | 0 – 0                                                                  | Brasile                                                                | Amichevole                                                             | -                                                                      | 64’                                                                    |
| 7-9-2003                                                               | Barranquilla                                                           | Colombia                                                               | 1 – 2                                                                  | Brasile                                                                | Qual. Mondiali 2006                                                    | -                                                                      |                                                                        |
| 10-9-2003                                                              | Manaus                                                                 | Brasile                                                                | 1 – 0                                                                  | Ecuador                                                                | Qual. Mondiali 2006                                                    | -                                                                      |                                                                        |
| 12-10-2003                                                             | Leicester                                                              | Brasile                                                                | 1 – 0                                                                  | Giamaica                                                               | Amichevole                                                             | -                                                                      |                                                                        |
| 16-11-2003                                                             | Lima                                                                   | Perù                                                                   | 1 – 1                                                                  | Brasile                                                                | Qual. Mondiali 2006                                                    | -                                                                      | 56’                                                                    |
| 19-11-2003                                                             | Curitiba                                                               | Brasile                                                                | 3 – 3                                                                  | Uruguay                                                                | Qual. Mondiali 2006                                                    | -                                                                      | 78’ (aut.)                                                             |
| 18-2-2004                                                              | Dublino                                                                | Irlanda                                                                | 0 – 0                                                                  | Brasile                                                                | Amichevole                                                             | -                                                                      | 14’                                                                    |
| 31-3-2004                                                              | Asunción                                                               | Paraguay                                                               | 0 – 0                                                                  | Brasile                                                                | Qual. Mondiali 2006                                                    | -                                                                      | 21’                                                                    |
| 6-6-2004                                                               | Santiago del Cile                                                      | Cile                                                                   | 1 – 1                                                                  | Brasile                                                                | Qual. Mondiali 2006                                                    | -                                                                      | 80’ 90+2’                                                              |
| 18-8-2004                                                              | Port-au-Prince                                                         | Haiti                                                                  | 0 – 6                                                                  | Brasile                                                                | Amichevole                                                             | -                                                                      | 46’                                                                    |
| 4-9-2004                                                               | San Paolo                                                              | Brasile                                                                | 3 – 1                                                                  | Bolivia                                                                | Qual. Mondiali 2006                                                    | -                                                                      |                                                                        |
| 5-6-2005                                                               | Porto Alegre                                                           | Brasile                                                                | 4 – 1                                                                  | Paraguay                                                               | Qual. Mondiali 2006                                                    | -                                                                      | 75’                                                                    |
| 22-6-2005                                                              | Colonia                                                                | Giappone                                                               | 2 – 2                                                                  | Brasile                                                                | Conf. Cup 2005 - 1º turno                                              | -                                                                      |                                                                        |
| 4-9-2005                                                               | Brasilia                                                               | Brasile                                                                | 5 – 0                                                                  | Cile                                                                   | Qual. Mondiali 2006                                                    | -                                                                      | 59’                                                                    |
| 9-10-2005                                                              | La Paz                                                                 | Bolivia                                                                | 1 – 1                                                                  | Brasile                                                                | Qual. Mondiali 2006                                                    | -                                                                      |                                                                        |
| 12-11-2005                                                             | Abu Dhabi                                                              | Emirati Arabi Uniti                                                    | 0 – 8                                                                  | Brasile                                                                | Amichevole                                                             | -                                                                      | 63’ 73’                                                                |
| 1-3-2006                                                               | Mosca                                                                  | Russia                                                                 | 0 – 1                                                                  | Brasile                                                                | Amichevole                                                             | -                                                                      | 73’                                                                    |
| 4-6-2006                                                               | Ginevra                                                                | Brasile                                                                | 4 – 0                                                                  | Nuova Zelanda                                                          | Amichevole                                                             | -                                                                      | 64’                                                                    |
| 18-6-2006                                                              | Monaco di Baviera                                                      | Brasile                                                                | 2 – 0                                                                  | Australia                                                              | Mondiali 2006 - 1º turno                                               | -                                                                      | 72’                                                                    |
| 22-6-2006                                                              | Dortmund                                                               | Giappone                                                               | 1 – 4                                                                  | Brasile                                                                | Mondiali 2006 - 1º turno                                               | -                                                                      |                                                                        |
| 27-6-2006                                                              | Dortmund                                                               | Brasile                                                                | 3 – 0                                                                  | Ghana                                                                  | Mondiali 2006 - Ottavi di finale                                       | -                                                                      | 46’                                                                    |
| 1-7-2006                                                               | Francoforte sul Meno                                                   | Brasile                                                                | 0 – 1                                                                  | Francia                                                                | Mondiali 2006 - Quarti di finale                                       | -                                                                      |                                                                        |
| 16-8-2006                                                              | Oslo                                                                   | Norvegia                                                               | 1 – 1                                                                  | Brasile                                                                | Amichevole                                                             | -                                                                      |                                                                        |
| 3-9-2006                                                               | Londra                                                                 | Argentina                                                              | 0 – 3                                                                  | Brasile                                                                | Amichevole                                                             | -                                                                      | Ammonizione                                                            |
| 5-9-2006                                                               | Londra                                                                 | Brasile                                                                | 2 – 0                                                                  | Galles                                                                 | Amichevole                                                             | -                                                                      | 46’                                                                    |
| 10-10-2006                                                             | Stoccolma                                                              | Brasile                                                                | 2 – 1                                                                  | Ecuador                                                                | Amichevole                                                             | -                                                                      | Ammonizione                                                            |
| 6-2-2007                                                               | Londra                                                                 | Brasile                                                                | 0 – 2                                                                  | Portogallo                                                             | Amichevole                                                             | -                                                                      |                                                                        |
| 24-3-2007                                                              | Göteborg                                                               | Brasile                                                                | 4 – 0                                                                  | Cile                                                                   | Amichevole                                                             | -                                                                      | 76’                                                                    |
| 27-3-2007                                                              | Stoccolma                                                              | Brasile                                                                | 1 – 0                                                                  | Ghana                                                                  | Amichevole                                                             | -                                                                      | 46’                                                                    |
| 1-6-2007                                                               | Londra                                                                 | Inghilterra                                                            | 1 – 1                                                                  | Brasile                                                                | Amichevole                                                             | -                                                                      |                                                                        |
| 5-6-2007                                                               | Dortmund                                                               | Brasile                                                                | 0 – 0                                                                  | Turchia                                                                | Amichevole                                                             | -                                                                      | 82’                                                                    |
| 27-6-2007                                                              | Puerto Ordaz                                                           | Brasile                                                                | 0 – 2                                                                  | Messico                                                                | Coppa America 2007 - 1º turno                                          | -                                                                      |                                                                        |
| 1-7-2007                                                               | Maturín                                                                | Cile                                                                   | 0 – 3                                                                  | Brasile                                                                | Coppa America 2007 - 1º turno                                          | -                                                                      |                                                                        |
| 4-7-2007                                                               | Puerto La Cruz                                                         | Ecuador                                                                | 0 – 1                                                                  | Brasile                                                                | Coppa America 2007 - 1º turno                                          | -                                                                      |                                                                        |
| 7-7-2007                                                               | Puerto La Cruz                                                         | Cile                                                                   | 1 – 6                                                                  | Brasile                                                                | Coppa America 2007 - Quarti di finale                                  | -                                                                      | 62’                                                                    |
| 10-7-2007                                                              | Maracaibo                                                              | Uruguay                                                                | 2 – 2 dts (4 – 5 dtr)                                                  | Brasile                                                                | Coppa America 2007 - Semifinale                                        | -                                                                      | 90+1’                                                                  |
| 9-9-2007                                                               | Chicago                                                                | Stati Uniti                                                            | 2 – 4                                                                  | Brasile                                                                | Amichevole                                                             | -                                                                      |                                                                        |
| 12-9-2007                                                              | Foxborough                                                             | Messico                                                                | 1 – 3                                                                  | Brasile                                                                | Amichevole                                                             | -                                                                      | 75’                                                                    |
| 13-10-2007                                                             | Bogotà                                                                 | Colombia                                                               | 0 – 0                                                                  | Brasile                                                                | Qual. Mondiali 2010                                                    | -                                                                      | 60’                                                                    |
| 17-10-2007                                                             | Rio de Janeiro                                                         | Brasile                                                                | 5 – 0                                                                  | Ecuador                                                                | Qual. Mondiali 2010                                                    | -                                                                      |                                                                        |
| 18-11-2007                                                             | Lima                                                                   | Perù                                                                   | 1 – 1                                                                  | Brasile                                                                | Qual. Mondiali 2010                                                    | -                                                                      |                                                                        |
| 22-11-2007                                                             | San Paolo                                                              | Brasile                                                                | 2 – 1                                                                  | Uruguay                                                                | Qual. Mondiali 2010                                                    | -                                                                      |                                                                        |
| 6-2-2008                                                               | Dublino                                                                | Irlanda                                                                | 0 – 1                                                                  | Brasile                                                                | Amichevole                                                             | -                                                                      |                                                                        |
| 26-3-2008                                                              | Londra                                                                 | Svezia                                                                 | 0 – 1                                                                  | Brasile                                                                | Amichevole                                                             | -                                                                      |                                                                        |
| 6-6-2008                                                               | Boston                                                                 | Brasile                                                                | 0 – 2                                                                  | Venezuela                                                              | Amichevole                                                             | -                                                                      | 46’                                                                    |
| 15-6-2008                                                              | Asunción                                                               | Paraguay                                                               | 2 – 0                                                                  | Brasile                                                                | Qual. Mondiali 2010                                                    | -                                                                      |                                                                        |
| 18-6-2008                                                              | Belo Horizonte                                                         | Brasile                                                                | 0 – 0                                                                  | Argentina                                                              | Qual. Mondiali 2010                                                    | -                                                                      |                                                                        |
| 7-9-2008                                                               | Santiago del Cile                                                      | Cile                                                                   | 0 – 3                                                                  | Brasile                                                                | Qual. Mondiali 2010                                                    | -                                                                      | 73’                                                                    |
| 12-10-2008                                                             | San Cristóbal                                                          | Venezuela                                                              | 0 – 4                                                                  | Brasile                                                                | Qual. Mondiali 2010                                                    | -                                                                      |                                                                        |
| 15-10-2008                                                             | Rio de Janeiro                                                         | Brasile                                                                | 0 – 0                                                                  | Colombia                                                               | Qual. Mondiali 2010                                                    | -                                                                      |                                                                        |
| 19-11-2008                                                             | Gama                                                                   | Brasile                                                                | 6 – 2                                                                  | Portogallo                                                             | Amichevole                                                             | -                                                                      |                                                                        |
| 10-2-2009                                                              | Londra                                                                 | Brasile                                                                | 2 – 0                                                                  | Italia                                                                 | Amichevole                                                             | -                                                                      | 88’                                                                    |
| 29-3-2009                                                              | Quito                                                                  | Ecuador                                                                | 1 – 1                                                                  | Brasile                                                                | Amichevole                                                             | -                                                                      |                                                                        |
| 1-4-2009                                                               | Porto Alegre                                                           | Brasile                                                                | 3 – 0                                                                  | Perù                                                                   | Qual. Mondiali 2010                                                    | -                                                                      |                                                                        |
| 6-6-2009                                                               | Montevideo                                                             | Uruguay                                                                | 0 – 4                                                                  | Brasile                                                                | Qual. Mondiali 2010                                                    | -                                                                      |                                                                        |
| 10-6-2009                                                              | Recife                                                                 | Brasile                                                                | 2 – 1                                                                  | Paraguay                                                               | Qual. Mondiali 2010                                                    | -                                                                      |                                                                        |
| 15-6-2009                                                              | Bloemfontein                                                           | Brasile                                                                | 4 – 3                                                                  | Egitto                                                                 | Conf. Cup 2009 - 1º turno                                              | -                                                                      |                                                                        |
| 18-6-2009                                                              | Pretoria                                                               | Stati Uniti                                                            | 0 – 3                                                                  | Brasile                                                                | Conf. Cup 2009 - 1º turno                                              | -                                                                      |                                                                        |
| 21-6-2009                                                              | Pretoria                                                               | Italia                                                                 | 0 – 3                                                                  | Brasile                                                                | Conf. Cup 2009 - 1º turno                                              | -                                                                      | 84’                                                                    |
| 25-6-2009                                                              | Johannesburg                                                           | Brasile                                                                | 1 – 0                                                                  | Sudafrica                                                              | Conf. Cup 2009 - Semifinale                                            | -                                                                      |                                                                        |
| 28-6-2009                                                              | Johannesburg                                                           | Stati Uniti                                                            | 2 – 3                                                                  | Brasile                                                                | Conf. Cup 2009 - Finale                                                | -                                                                      |                                                                        |
| 12-8-2009                                                              | Tallinn                                                                | Estonia                                                                | 0 – 1                                                                  | Brasile                                                                | Amichevole                                                             | -                                                                      |                                                                        |
| 5-9-2009                                                               | Rosario                                                                | Argentina                                                              | 1 – 3                                                                  | Brasile                                                                | Qual. Mondiali 2010                                                    | -                                                                      |                                                                        |
| 9-9-2009                                                               | Salvador                                                               | Brasile                                                                | 4 – 2                                                                  | Cile                                                                   | Qual. Mondiali 2010                                                    | -                                                                      |                                                                        |
| 14-10-2009                                                             | Campo Grande                                                           | Brasile                                                                | 0 – 0                                                                  | Venezuela                                                              | Qual. Mondiali 2010                                                    | -                                                                      |                                                                        |
| 14-11-2009                                                             | Doha                                                                   | Brasile                                                                | 1 – 0                                                                  | Inghilterra                                                            | Amichevole                                                             | -                                                                      |                                                                        |
| 17-11-2009                                                             | Mascate                                                                | Oman                                                                   | 0 – 2                                                                  | Brasile                                                                | Amichevole                                                             | -                                                                      |                                                                        |
| 2-3-2010                                                               | Londra                                                                 | Irlanda                                                                | 0 – 2                                                                  | Brasile                                                                | Amichevole                                                             | -                                                                      |                                                                        |
| 2-6-2010                                                               | Harare                                                                 | Zimbabwe                                                               | 0 – 3                                                                  | Brasile                                                                | Amichevole                                                             | -                                                                      |                                                                        |
| 7-6-2010                                                               | Dar es Salaam                                                          | Tanzania                                                               | 1 – 5                                                                  | Brasile                                                                | Amichevole                                                             | -                                                                      | 46’                                                                    |
| 15-6-2010                                                              | Johannesburg                                                           | Brasile                                                                | 2 – 1                                                                  | Corea del Nord                                                         | Mondiali 2010 - 1º turno                                               | -                                                                      |                                                                        |
| 20-6-2010                                                              | Johannesburg                                                           | Brasile                                                                | 3 – 1                                                                  | Costa d'Avorio                                                         | Mondiali 2010 - 1º turno                                               | -                                                                      |                                                                        |
| 25-6-2010                                                              | Durban                                                                 | Portogallo                                                             | 0 – 0                                                                  | Brasile                                                                | Mondiali 2010 - 1º turno                                               | -                                                                      |                                                                        |
| 28-6-2010                                                              | Johannesburg                                                           | Brasile                                                                | 3 – 0                                                                  | Cile                                                                   | Mondiali 2010 - Ottavi di finale                                       | -                                                                      |                                                                        |
| 2-7-2010                                                               | Port Elizabeth                                                         | Paesi Bassi                                                            | 2 – 1                                                                  | Brasile                                                                | Mondiali 2010 - Quarti di finale                                       | -                                                                      |                                                                        |
| Totale                                                                 |                                                                        | Presenze                                                               | 93                                                                     |                                                                        | Reti                                                                   | 3                                                                      |                                                                        |

## Palmarès

### Club

#### Competizioni nazionali
- Campionato brasiliano di seconda divisione: 1

América Mineiro: 1997
- Community Shield: 2

Arsenal: 2002, 2004
- Coppa d'Inghilterra: 2

Arsenal: 2002-2003, 2004-2005
- Campionato inglese: 1

Arsenal: 2003-2004
- Campionato greco: 1

Panathinaikos: 2009-2010
- Coppa di Grecia: 1

Panathinaikos: 2009-2010

#### Competizioni internazionali
- Coppa Libertadores: 1

Atlético Mineiro: 2013
- Recopa Sudamericana: 1

Atlético Mineiro: 2014

### Nazionale
- Campionato mondiale: 1

Corea del Sud-Giappone 2002
- Confederations Cup: 2

2005, 2009
- Coppa America: 1

Venezuela 2007